# HD 102117
Uklun eller HD 102117 är en ensam stjärna belägen i den södra delen av stjärnbilden Kentauren. Den har en skenbar magnitud av ca 7,47 och kräver åtminstone en stark handkikare eller ett mindre teleskop för att kunna observeras. Baserat på parallaxmätning inom Hipparcosuppdraget på ca 25,2 mas, beräknas den befinna sig på ett avstånd på ca 129 ljusår (ca 40 parsek) från solen. Den rör sig bort från solen med en heliocentrisk radialhastighet på ca 50 km/s.

## Nomenklatur
HD 102117, och dess planet HD 102117b, valdes ut av Pitcairn Islands som en del av NameExoWorlds-kampanjen 2019 vid International Astronomical Unions 100-årsjubileum. HD 102117 tilldelades namnet Uklun, från ordet aklan, 'vi/oss' på Pitcairnspråket, och planeten Leklsullun, från frasen lekl salan, 'barn'.

## Egenskaper
HD 102117 är en gul till vit stjärna i huvudserien av spektralklass G6 V. Den har en massa som är ca 1,4 solmassor, en radie som är ca 1,3 solradier och har ca 1,5 gånger solens utstrålning av energi från dess fotosfär vid en effektiv temperatur av ca 5 700 K.

## Planetsystem
År 2004 meddelade Anglo-Australian Planet Search upptäckten av en exoplanet som kretsar runt stjärnan. En kort tid senare meddelade HARPS-teamet också närvaron av en planet vid denna stjärna. Båda grupperna upptäckte planeten genom metoden med mätning av radialhastighet.
| Planet | Massa            | Halv storaxel (AE) | Siderisk omloppstid (d) | Excentricitet | Inklination | Radie |
| ------ | ---------------- | ------------------ | ----------------------- | ------------- | ----------- | ----- |
| b      | 0,172 ± 0,020 MJ | 0,1532 ± 0,0088    | 20,8133 ± 0,0064        | 0,111 ± 0,082 | -           | -     |